# Tropaeolum emarginatum
Tropaeolum emarginatum är en krasseväxtart som beskrevs av Porphir Kiril Nicolai Stepanowitsch Turczaninow. Tropaeolum emarginatum ingår i släktet krassar, och familjen krasseväxter. Inga underarter finns listade i Catalogue of Life.